# Més
Més és un diari gratuït d'informació local i comarcal que es distribueix a les comarques de l'Alt Camp, el Baix Camp, el Baix Penedès i el Tarragonès. Es publica tots els dies laborables de l'any, de dilluns a divendres. Va començar a publicar-se el 2004. L'edita l'empresa Tamediaxa.